# La voce del mare
La voce del mare (Eyes of Fire) è un libro rosa scritto da Heather Graham nel 1995, stampato nel 1996 nella collana I nuovi bestsellers Special dalla Harlequin Mondadori.

## Trama
Un avvincente romanzo ambientato su un'isola incantata immersa nel verde e circondata dalle acque cristalline del mare al largo della Florida.
Samantha è una splendida ragazza che gestisce quest'isola e più esattamente un campeggio pieno di turisti appassionati di pesca subacquea e lei è la loro istruttrice. L'avventura inizia quando sull'isola arriva un personaggio che ha fatto parte nel passato, della vita di Samantha, precisamente il suo ex fidanzato Adam. Anche se non vuole ammetterlo, Samantha nel rivederlo, prova subito una grande attrazione per lui e un forte sentimento di odio e amore per ciò che è successo tra loro in passato.
Sull'isola si susseguono una serie di avvenimenti strani legati ai personaggi presenti in quel momento al campeggio e alla scomparsa anni prima del padre di Samantha e di un probabile segreto che lei inconsciamente conosce. Adam casualmente (ma poi non sarà casuale) arriva sull'isola proprio mentre la vita di Samantha è in pericolo.
Lei confusa, non sa che Adam è tornato per aiutarla, e così lei sospetta che sia lui il colpevole di ciò che succede sull'isola.
Il finale è mozzafiato, con lotte e colpi di scena fino all'ultima pagina. Toccherà ad Adam riconquistare la fiducia di Samantha e portarla alla scoperta di un vecchio relitto in fondo al mare che nasconde la verità sulla scomparsa di suo padre.

## Edizioni
- Heather Graham, La voce del mare, traduzione di Maria Claudia Rey, collana I nuovi bestsellers Special, Harlequin Mondadori, 1995,  p. 316.